# ВСПУ-36
ВСПУ-36 — внешняя съёмная пушечная установка, разработанная в ОКБ Яковлева. Предназначалась для использования на штурмовиках вертикального взлёта и посадки Як-38 и Як-38М.

## История
Во время проектирования лёгкого штурмовика Як-36М предполагалось, что его вооружение будет включать встроенную пушечную установку ГШ-23Л с боезапасом 200 снарядов. 7 января 1969 года командующий авиации ВМФ утвердил технические требования к самолёту. Согласно им, Як-36М должен был быть оснащён двумя встроенными пушками изделие 225П с боезапасом 80 снарядов каждая. Однако, в мае 1970 года командованием ВВС было принято решение отказаться от встроенных пушечных установок и оснастить самолёт унифицированной пушкой ГШ-23 в подвесной гондоле. Подобная гондола с пушкой и боезапасом в 160 снарядов была разработана внутри ОКБ Яковлева и получила название ВСПУ-36. Гондола размещалась под фюзеляжем самолёта, позади основных стоек шасси.
С 29 декабря 1980 года по 10 апреля 1981 года пушечная установка испытавалась на Як-38 с/н 0104 (в конструкцию самолёта были внесены изменения). Всего лётчики-испытатели Виктор Васенков и Николай Белокопытов совершили 20 полётов по этой программе. В 1982—1983 годах ВСПУ-36 испытывалась на другой машине (с/н 0312). Несмотря на некоторые положительные результаты испытаний, ВМФ решил отказаться от идеи размещать установки на серийных штурмовиках.
В 1988 году вопрос о необходимости подобной установки был поднят вновь. Были проведены очередные испытания, после чего ВСПУ-36 была наконец рекомендована для использования на строевых Як-38 и Як-38М.

## Описание
ВСПУ-36 представляет собой двухствольную пушку ГШ-23 калибра 23 мм, размещённую в конформном кожухе (гондоле). Для установки ВСПУ-36 на штурмовике под фюзеляжем была добавлена пятая точка подвески. Данная установка может применяться как против воздушных, так и против наземных (надводных) целей.